# Žiburiai
Žiburiai è un singolo della cantante lituana Jessica Shy, pubblicato il 25 novembre 2022 come primo estratto dal secondo album in studio Pasaka.

## Video musicale
Il video musicale, diretto da Laura Udra, è stato reso disponibile in concomitanza con l'uscita del brano attraverso il canale YouTube dell'etichetta.

## Tracce
Testi di Džesika Šyvokaitė e Skomantas Liutkevičius, musiche di Dominykas Dielininkaitis e Linas Strockis.
1. Žiburiai – 3:04

## Formazione
- Jessica Shy – voce
- Dominykas Dielininkaitis – produzione
- Linas Strockis – produzione
- Karolis Labanauskas – mastering, missaggio

## Classifiche
| Classifica (2023) | Posizione massima |
| ----------------- | ----------------- |
| Lituania          | 7                 |